# Кристиан Шаумбург-Липпский

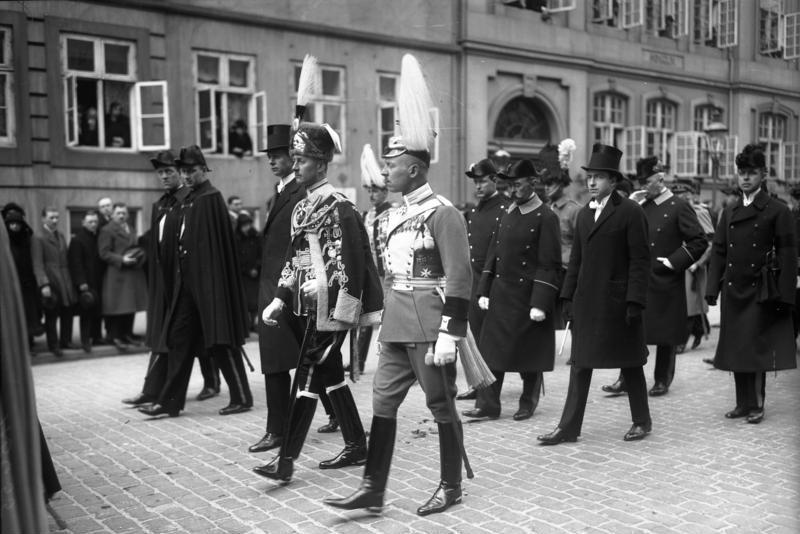
Кристиан (в сером мундире) на похоронах Ловисы Шведской

Кристиан Шаумбург-Липпский (нем. Christian zu Schaumburg-Lippe; 20 февраля 1898, Шопрон — 13 июля 1974, Бюккебург) — немецкий принц из дома Шаумбург-Липпе.

## Биография
Кристиан родился 20 февраля 1898 года, на территории Транслейтании. Он был назван в честь своего прадеда по материнской линии, короля Дании Кристиана IX (1818—1906). Его родителями были Фридрих Шаумбург-Липпский (1868—1945) и Луиза Датская (1875—1906). У Кристиана были две сестры: Мария (1897—1938) и Стефания (1899—1925). Когда Кристиану было 8 лет, его мать умерла.
В 1926 году, присутствовал на похоронах своей бабушки, королевы Дании Ловисы Шведской (1851—1926).
Некоторое время, его рассматривали в качестве кандидата на брак с принцессой Юлианой, наследницей голландского престола. Они встретились в 1932 году в Мекленбурге, на родине отцовских родственников Юлианы. Однако этим планам так и не удалось сбыться.
Кристиан умер 13 июля 1974 года, в городе Бюккебург.

## Личная жизнь
В 1927 году было объявлено о помолвке Кристиана с принцессой Ириной Греческой (1904—1974), дочерью короля Константина I Греческого. Однако позже помолвка была расторгнута, а Ирина вышла замуж за Аймоне Савойского.
9 сентября 1937 года он женился на своей кузине, принцессе Феодоре Датской (1910—1975), дочери принца Харальда Датского (1876—1949). Супруги приходились друг другу двоюродными братом и сестрой. Свадьба прошла во дворце Фреденсборг.
У них родилось четверо детей:
- Вильгельм Шаумбург-Липпский (род. 19 августа 1939), женат на Илоне Хентшель, баронессе фон Гельгенхайм, двое детей:
  - Кристиан Шаумбург-Липпский (род. 14 сентября 1971)
  - Дезире Шаумбург-Липпская (род. 27 января 1974)
- Вальдемар Шаумбург-Липпский (19 декабря 1940 — 11 августа 2020), был женат на Анне-Лизе Йохансон, брак закончился разводом, одна дочь:
  - Элеонора-Кристина Шаумбург-Липпская (род. 22 декабря 1978)
- Мария Шаумбург-Липпская (род. 27 декабря 1945), не замужем. Детей нет.
- Харальд Шаумбург-Липпский (род. 27 марта 1948), первый брак (1976—1980) — с Петрой Верой Кирстейн (род. 1956), второй брак (с 1988 г) — с Габриэлой Хагерман (род. 1962).